# Bulbophyllum marojejiense
Bulbophyllum marojejiense là một loài phong lan thuộc chi Bulbophyllum.